# HP Elite x2
HP Elite x2 es un convertible 2 en 1 fabricado por Hewlett-Packard y está dirigido principalmente a los usuarios empresariales, con soporte para aplicaciones empresariales de Microsoft y de HP, así como características propias del dispositivo. El convertible viene con su teclado, el cual puede ser desconectado y un lápiz Wacom. Tiene un lector de iris en su cámara y soporta Windows Hello. Existe una serie de variantes similares del dispositivo y todas incluyen Windows 10 como sistema operativo.

## Características
La versión profesional del HP Elite x2 tiene un procesador Intel Core i7-7600U, de dos núcleos y 2.8 GHz hasta 3.9 GHz con Intel Turbo Boost Technology, 16 GB de RAM, 1 TB de almacenamiento, pantalla de 12.3" con resolución de 2736x1824px, cámara frontal de 5 MP con escáner de iris Windows Hello, cámara trasera de 8 MP con flash, grabación de vídeo mayor a 1080p HD y superior a 30 fps, Intel HD Graphics 620 e integración de audio Bang & Olufsen con doble altavoz y micrófono.
El convertible tiene varios sensores incluidos:
- Sensores de Acelerómetro.
- Sensores de Magnetómetro.
- Girómetro (chip combo).
- Sensor de luz ambiente (tablet).
- Sensor de Proximidad.
- NFC (incluido en teclado avanzado).
- Doble Acelerómetro (teclado).

## Recepción
La recepción del dispositivo fue bastante buena, calificándolo como uno de los mejores convertibles existentes en el mercado actual y de los mejores dispositivos que HP Inc. ha lanzado.
El reseñante de CNet calificó el dispositivo con 4 estrellas de cinco, afirmando que el HP Elite x2 es un dispositivo que cualquier consumidor considerando un equipo similar a Microsoft Surface debe ver. También menciona que es barato, considerando que viene incluido con su teclado y su stylus.
En PCWorld describen el HP Elite x2 como uno de los mejores clones de Surface que ha existido. También menciona que al caer al suelo, es muy probable que no se dañe, dando a entender que el convertible es durable, fácilmente reparable y que tiene una estructura sólida bastante resistente.
Notebookcheck le da al HP Elite x2 un 86.5% de calificación. Explica que HP llega al nivel de Microsoft Surface Pro 4 con este tablet, el cual ofrece un teclado, un stylus y un módem LTE. Menciona que a 1500 € de precio, el dispositivo deja de ser barato.
Neowin le da al tablet un 80 sobre 100, escribiendo que HP ha lanzado un gran producto y un gran competidor del Surface Pro (2017). Dice que el dispositivo no es para todo el mundo, si la gente no quiere usarlo como tablet, sería mejor utilizar otras computadoras o laptops al mismo nivel.